# Ponticola cephalargoides
Ponticola cephalargoides es una especie de peces de la familia de los Gobiidae en el orden de los Perciformes.

## Morfología
Los machos pueden llegar a alcanzar los 25 cm de longitud total.

## Distribución geográfica
Se encuentra en el Mar Negro y Mar de Azov.

## Observaciones
Es inofensivo para los humanos.